# 三井不動産リゾート
三井不動産リゾート株式会社（みついふどうさんリゾート、Mitsu Fudosan Resort Co.,Ltd ）は、かつて存在した三井不動産の完全子会社（中間持株会社）である。
2007年に不採算を理由にヤマハが三井不動産に譲渡（売却）契約を締結した、ヤマハリゾート運営のリゾートホテル「合歓の郷」・「鳥羽国際ホテル」・「はいむるぶし」・「キロロリゾート」の不動産と運営会社の受け皿会社として新設され、同年10月1日付けでそれらを譲受した。これにより三井不動産は直営で国内のリゾートホテル経営に参入することになった。
キロロリゾートは2012年10月にタイ資本の不動産デベロッパーに売却した。
詳細は不明であるが、2014年までに清算が結了している。